# Emilio Rodolfo Berisso
Emilio Rodolfo Berisso (Temperley, Buenos Aires; 15 de mayo de 1923-Lomas de Zamora, Buenos Aires; 28 de diciembre de 1972) fue un militar argentino, miembro de la Armada, almirante (p. m.), víctima de homicidio por FAR (Fuerzas Armadas Revolucionarias) en 1972, durante el gobierno de facto de Alejandro Agustín Lanusse. Al momento de fallecer estaba casado con Sarah Elsa Gamberoni y tenía 6 hijos.
En su honor, la marina de guerra impuso a la Base Naval Ushuaia el nombre «Almirante Emilio Rodolfo Berisso».

## Biografía
Emilio Berisso cursó en la Escuela Naval de Río Santiago desde febrero de 1940 hasta 1944 en que egresa como guardiamarina y viajó a los Estados Unidos en 1948 para realizar el curso de Artillería en la Academia Naval de los Estados Unidos. En 1956 realizó el curso general de la Escuela de Guerra Naval y en 1967 realizó el curso de extensión superior.
Dirigió la Escuela Complementaria de la Armada Francisco de Gurruchaga; fue segundo comandante del buque escuela La Argentina y asesor de la Delegación Militar Argentina en la Junta Interamericana de Defensa, en Washington. Desde febrero de 1971 ocupó el cargo de jefe de política y estrategia del Estado Mayor General Naval hasta su posterior retiro.
El 28 de diciembre de 1972, Berisso fue de compras al supermercado Disco, ubicado en la avenida Meeks de la ciudad de Lomas de Zamora. Cuando se encontraba en la playa de estacionamiento caminando hacia su automóvil, un joven armado descendió de un vehículo Ford Falcon ocupado por cuatro personas. El joven pegó tres disparos casi a quemarropa que tumbaron al oficial naval; efectuó un cuarto disparo mientras caía y otros dos, ya a corta distancia, cuando estaba en el suelo. El atacante subió a su vehículo y huyó a gran velocidad seguido de un automóvil Fiat 600 que le había servido de apoyo. Berisso fue llevado a un hospital cercano, donde falleció alrededor de las 13 horas.
Las Fuerzas Armadas Revolucionarias (FAR) se atribuyeron su asesinato y uno de los acusados del asesinato de Berisso fue el poeta Paco Urondo, quien por tal motivo permaneció preso entre el 14 de febrero de 1973 y el 25 de mayo del mismo año.
Cuando se le preguntó por el hecho, Perón dio su implícita aprobación, al contestar: «si tuviera 50 años menos, no sería incomprensible que anduviera ahora colocando bombas o tomando justicia por propia mano».
En el número de la revista Estrella Roja del 17 de febrero de 1973, órgano del Ejército Revolucionario del Pueblo, después de mencionar la masacre de Trelew, expresó:

Desde el momento de conocerse la masacre, las organizaciones armadas anunciaron que vengarían ese asesinato… Las sentencias de las organizaciones armadas han comenzado a cumplirse con el ajusticiamiento del contraalmirante Berisso… No habrá perdón para los criminales de guerra. Como hoy, a través de los compañeros del FAR, el pueblo a través de sus organizaciones armadas castigará sin vacilar a quienes tienen como única misión la de sostener el régimen, a través del crimen y el asesinato.

En un mensaje radial emitido el mismo día, el presidente de facto Alejandro Agustín Lanusse expresó:

El almirante Emilio Rodolfo Berisso ha sido asesinado por la espalda con la natural cobardía de quienes apelan al fanatismo de la violencia irracional, pues están dominados por el desvarío que nace de su odio a la voluntad del pueblo y desesperados porque a los argentinos nos repugnan sus trasnochadas e inmorales ideas y les hemos cerrado toda posibilidad de imponerlas.

La Base Naval Ushuaia lleva su nombre: «Base Naval Almirante Emilio Rodolfo Berisso».